# Antheua servula
Antheua servula är en fjärilsart som beskrevs av Dru Drury 1773. Antheua servula ingår i släktet Antheua och familjen tandspinnare. Inga underarter finns listade i Catalogue of Life.